# Плант-Сіті (Флорида)
Плант-Сіті (англ. Plant City) — місто (англ. city) в США, в окрузі Гіллсборо штату Флорида. Населення — 39 764 особи (2020).

## Географія
Плант-Сіті розташований за координатами 28°0′52″ пн. ш. 82°7′13″ зх. д. / 28.01444° пн. ш. 82.12028° зх. д. (28.014359, -82.120282).  За даними Бюро перепису населення США в 2010 році місто мало площу 72,82 км², з яких 70,41 км² — суходіл та 2,41 км² — водойми.

### Клімат
| Клімат : Плант-Сіті     | Клімат : Плант-Сіті | Клімат : Плант-Сіті | Клімат : Плант-Сіті | Клімат : Плант-Сіті | Клімат : Плант-Сіті | Клімат : Плант-Сіті | Клімат : Плант-Сіті | Клімат : Плант-Сіті | Клімат : Плант-Сіті | Клімат : Плант-Сіті | Клімат : Плант-Сіті | Клімат : Плант-Сіті | Клімат : Плант-Сіті |
| Показник                | Січ.                | Лют.                | Бер.                | Квіт.               | Трав.               | Черв.               | Лип.                | Серп.               | Вер.                | Жовт.               | Лист.               | Груд.               | Рік                 |
| Абсолютний максимум, °C | 31,1                | 32,8                | 34,4                | 37,2                | 38,3                | 38,9                | 38,9                | 37,2                | 36,7                | 35,0                | 33,3                | 31,7                | 38,9                |
| Середній максимум, °C   | 22,2                | 23,3                | 25,6                | 28,3                | 31,1                | 32,2                | 32,8                | 32,2                | 31,7                | 29,4                | 26,1                | 23,3                | 28,3                |
| Середній мінімум, °C    | 10,0                | 10,6                | 12,8                | 15,0                | 18,3                | 21,7                | 22,2                | 22,8                | 21,7                | 18,3                | 14,4                | 11,1                | 16,7                |
| Абсолютний мінімум, °C  | −8,3                | −5,6                | −4,4                | 0,0                 | 6,1                 | 9,4                 | 15,0                | 16,1                | 11,1                | 3,3                 | −6,1                | −7,8                | −8,3                |
| Норма опадів, мм        | 69                  | 77                  | 86                  | 56                  | 91                  | 187                 | 191                 | 196                 | 168                 | 60                  | 54                  | 65                  | 1300                |
| ----------------------- | ------------------- | ------------------- | ------------------- | ------------------- | ------------------- | ------------------- | ------------------- | ------------------- | ------------------- | ------------------- | ------------------- | ------------------- | ------------------- |
| Джерело:                |                     |                     |                     |                     |                     |                     |                     |                     |                     |                     |                     |                     |                     |

## Демографія
Згідно з переписом 2010 року, у місті мешкала 34 721 особа в 12 239 домогосподарствах у складі 8831 родини. Густота населення становила 477 осіб/км².  Було 13732 помешкання (189/км²).
Расовий склад населення:
| - 69,5 % — білих - 15,1 % — чорних або афроамериканців - 1,4 % — азіатів - 0,6 % — корінних американців - 10,7 % — осіб інших рас |

До двох чи більше рас належало 2,5 %. Частка іспаномовних становила 28,8 % від усіх жителів.
За віковим діапазоном населення розподілялося таким чином: 28,3 % — особи молодші 18 років, 60,2 % — особи у віці 18—64 років, 11,5 % — особи у віці 65 років та старші. Медіана віку мешканця становила 33,3 року. На 100 осіб жіночої статі у місті припадало 93,8 чоловіків;  на 100 жінок у віці від 18 років та старших — 90,7 чоловіків також старших 18 років.
Середній дохід на одне домашнє господарство  становив 60 380 доларів США (медіана — 45 083), а середній дохід на одну сім'ю — 68 991 долар (медіана — 49 821). Медіана доходів становила 39 143 долари для чоловіків та 32 443 долари для жінок. За межею бідності перебувало 17,0 % осіб, у тому числі 22,9 % дітей у віці до 18 років та 13,5 % осіб у віці 65 років та старших.
Цивільне працевлаштоване населення становило 16 468 осіб. Основні галузі зайнятості: освіта, охорона здоров'я та соціальна допомога — 22,3 %, роздрібна торгівля — 14,2 %, будівництво — 9,6 %, мистецтво, розваги та відпочинок — 9,0 %.